# Montferland
Montferland és un municipi de la província de Gelderland, al centre-oest dels Països Baixos. L'1 de gener del 2009 tenia 35.144 habitants repartits sobre una superfície de 106,65 km² (dels quals 0,92 km² corresponen a aigua). Fou creat l'1 de gener de 2005 de la unió dels antics municipis de Bergh i Didam. Limita al nord-oest amb Zevenaar, al nord-est amb Doetinchem, a l'est amb Oude IJsselstreek i al sud-est amb Emmerich.

## Centres de població
Antigament de Bergh
- 's-Heerenberg
- Stokkum
- Zeddam
- Pytor
- Hayvud
- Mozurbord
- Espurt
- Braamt
- Kilder
- Loerbeek
- Beek
- Azewijn
- Vethuizen
- Wijnbergen

Antigament de Didam
- Didam
- Greffelkamp
- Holthuizen
- Lengel
- Loil
- Nieuw-Dijk
- Oud-Dijk

## Administració
El consistori consta de 24 membres, compost per:
- Crida Demòcrata Cristiana, (CDA) 13 regidors
- Partit del Treball, (PvdA) 4 regidors
- Partit Popular per la Llibertat i la Democràcia, (VVD) 3 regidors
- Lokaal Belang Montferland, 2 regidors
- Gemeentebelangen Didam, 2 regidors